# Tour Trinity
Tour Trinity je mrakodrap nacházející se na předměstí Paříže (Francie) ve čtvrti La Défense ve městě Puteaux. Byl navržen architektem Jeanem-Lucem Crochonem z architektonické firmy Cro & Co Architecture. Výstavba probíhala v letech 2016 až 2020. Budova je vysoká 140 metrů (po střechu, architektonická), dohromady s anténou 167 metrů. Má celkem 33 podlaží (32 nadzemních) a nabízí plochu o výměře 49 000 m2.
Mrakodrap Tour Trinity je zajímavý řadou architektonických prvků. Ztužující jádro budovy neleží v jejím středu, ale vyčnívá ven z fasády a nabízí tak panoramatickou jízdu výtahem. Po celé výšce budovy jsou k dispozici vegetační terasy lemované stromy, lodžie a balkony. Bioklimatické fasády dopřávají dostatek přirozeného světla a zároveň chrání obyvatele před sluncem (UV zářením) nebo nesnesitelnými teplotními podmínkami. Minimální světlá výška každého podlaží je 2,80 metrů. Menší okna se dají otvírat, díky čemuž lze vyvětrat a dostat do budovy čerstvý vzduch.

## Galerie

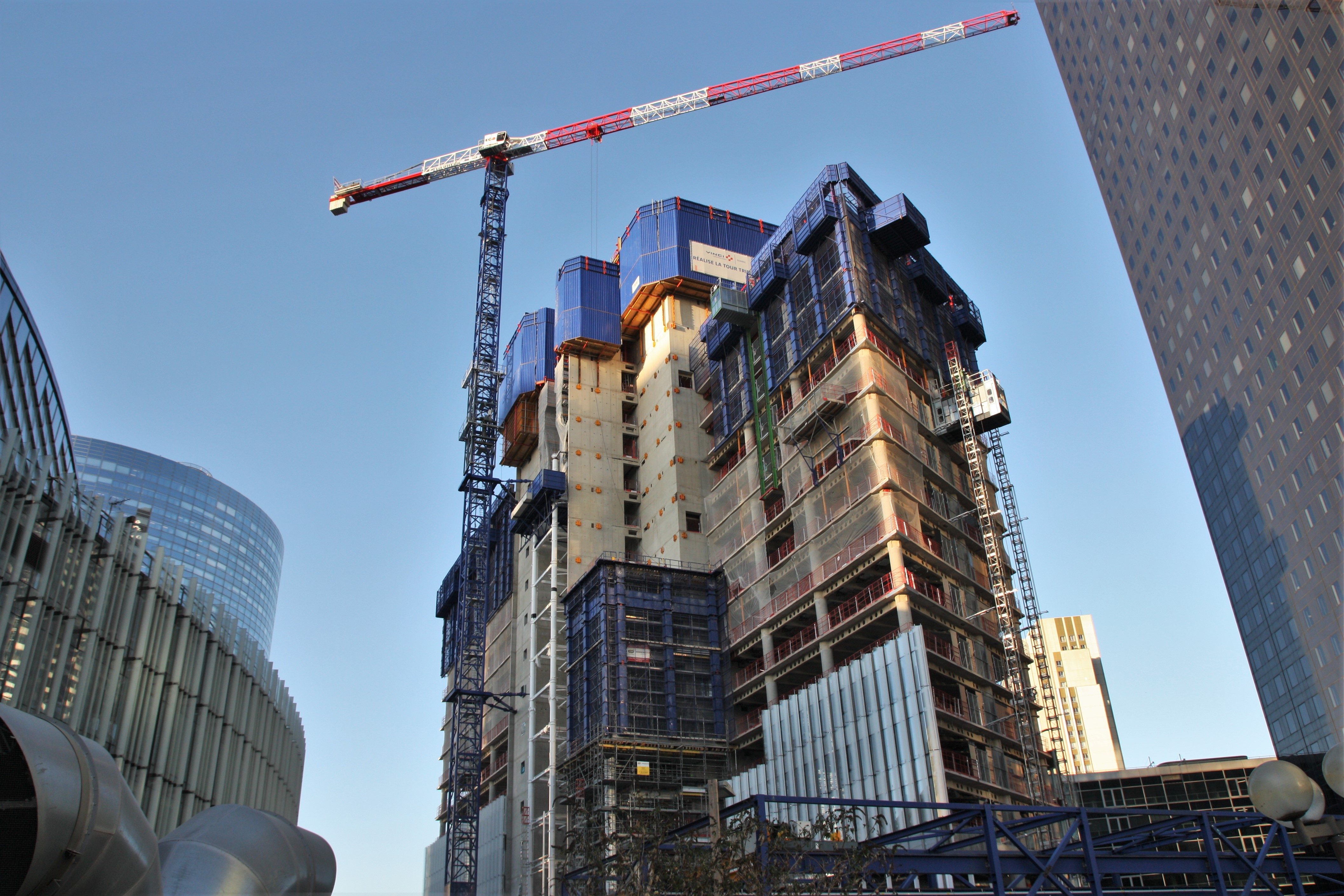
2018
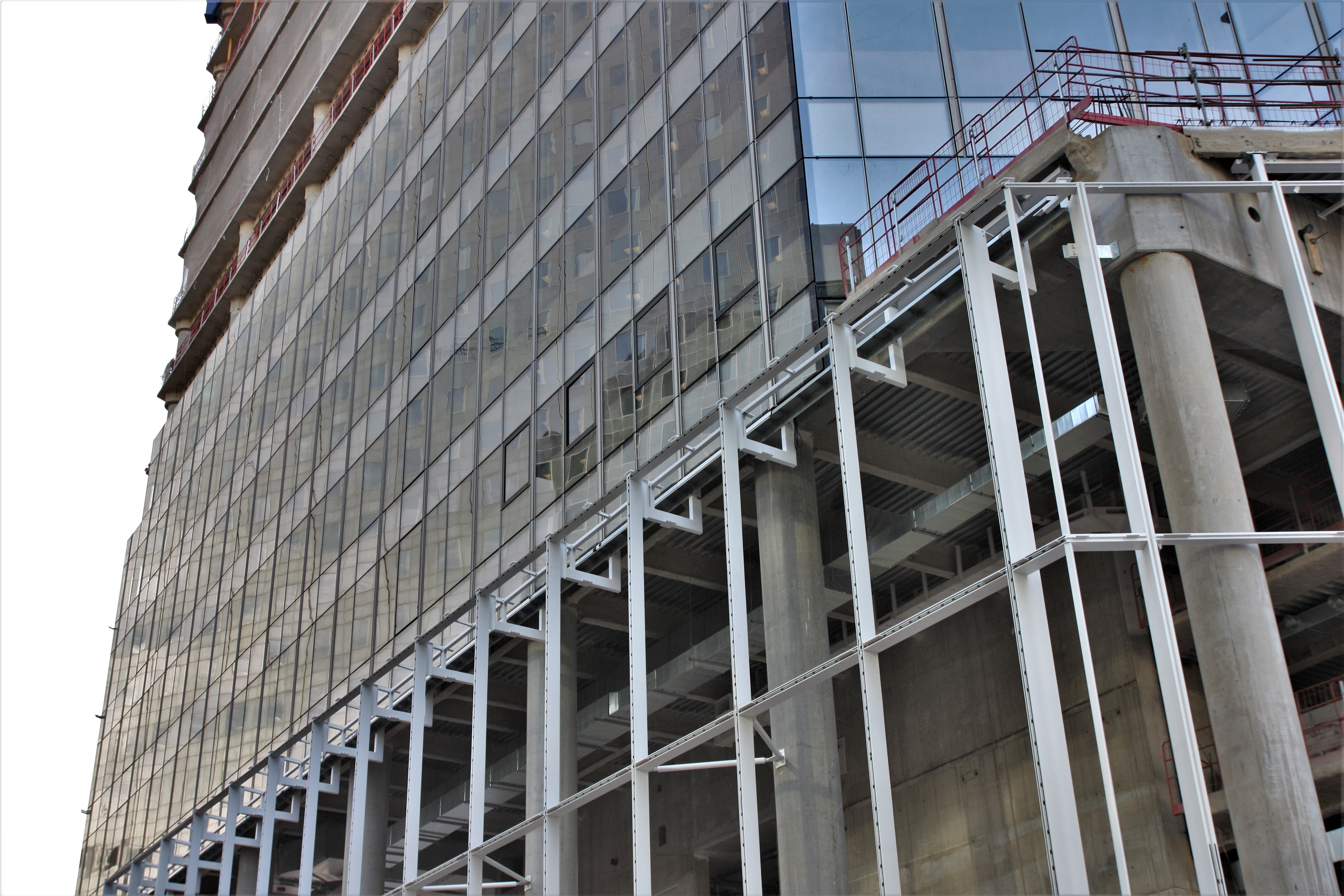
2018
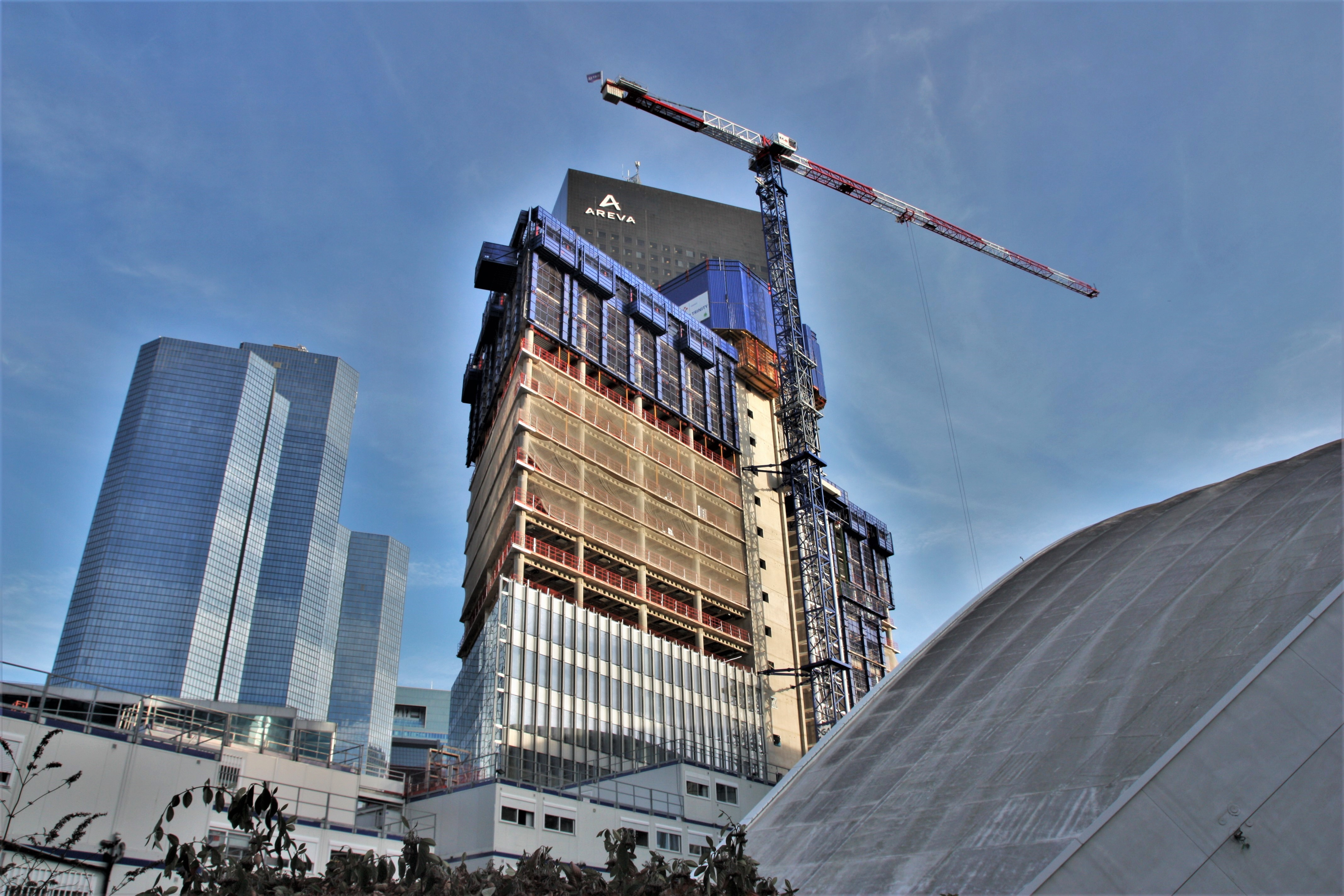
2018
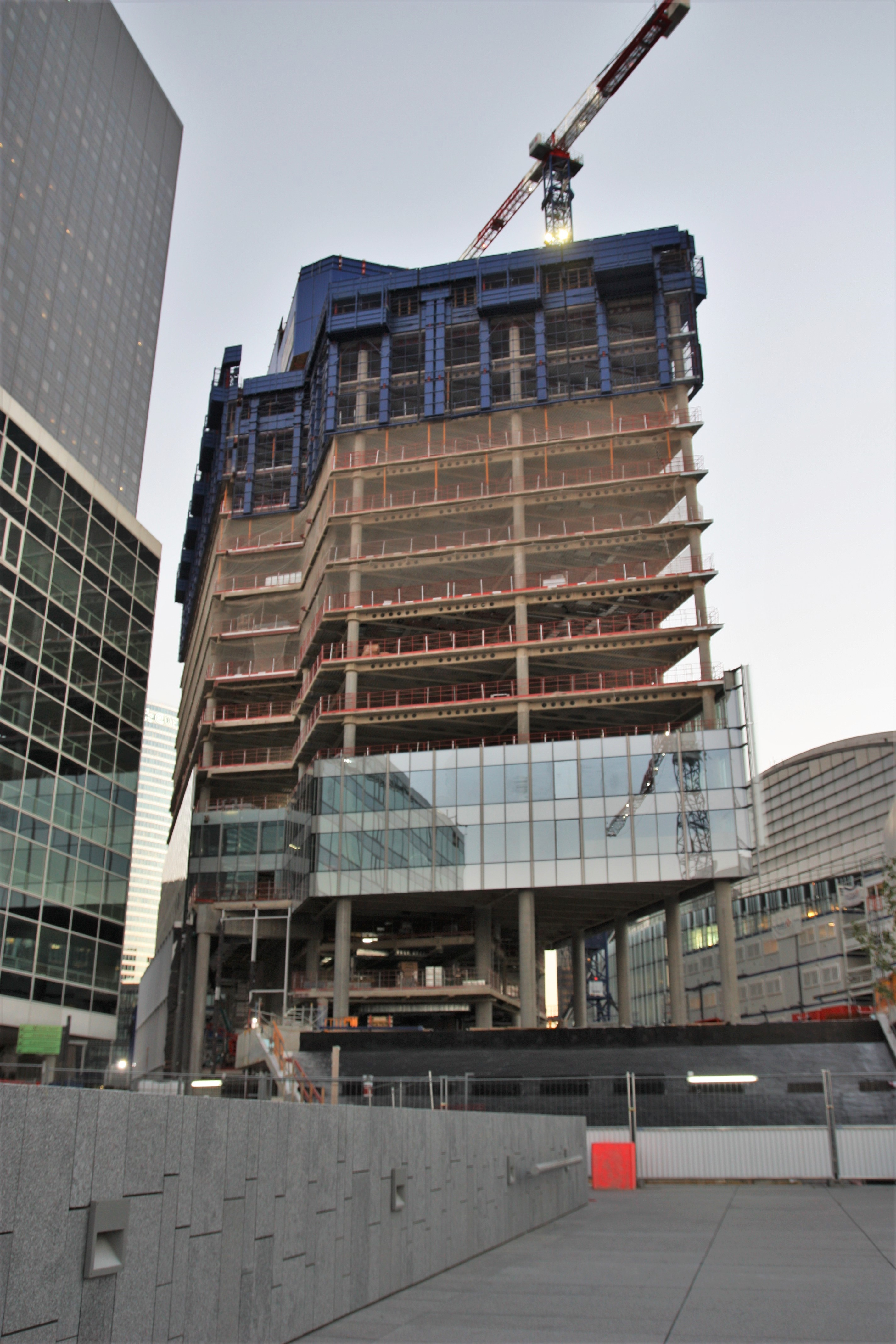
2018